# Балторо (ледник)
Балторо (урду بلتورو گلیشیر‎) — один из крупнейших ледников, расположенных вне полярных областей. Ледник находится в Центральном Каракоруме между хребтом Балторо Музтаг (на севере) и хребтом Машербрум (на юге) в контролируемой Пакистаном части Кашмира.
Длина ледника 62 км, площадь 750 км². Протяжённость ледника в 62 км соответствуют длине ледника Балторо с притоком Южный Гашербрум, который начинается с плато 7200 между вершинами Гашербрум IV (7932) и Гашербрум III (7946). Огибая с юга массив Гашербрум IV, ледник к западу от этой вершины принимает с севера крупный правый приток Годвин-Остен (англ. Godwin Austen), берущий начало в цирке у подножия восточного склона второй по высоте вершины мира Чогори (K2) (8611).

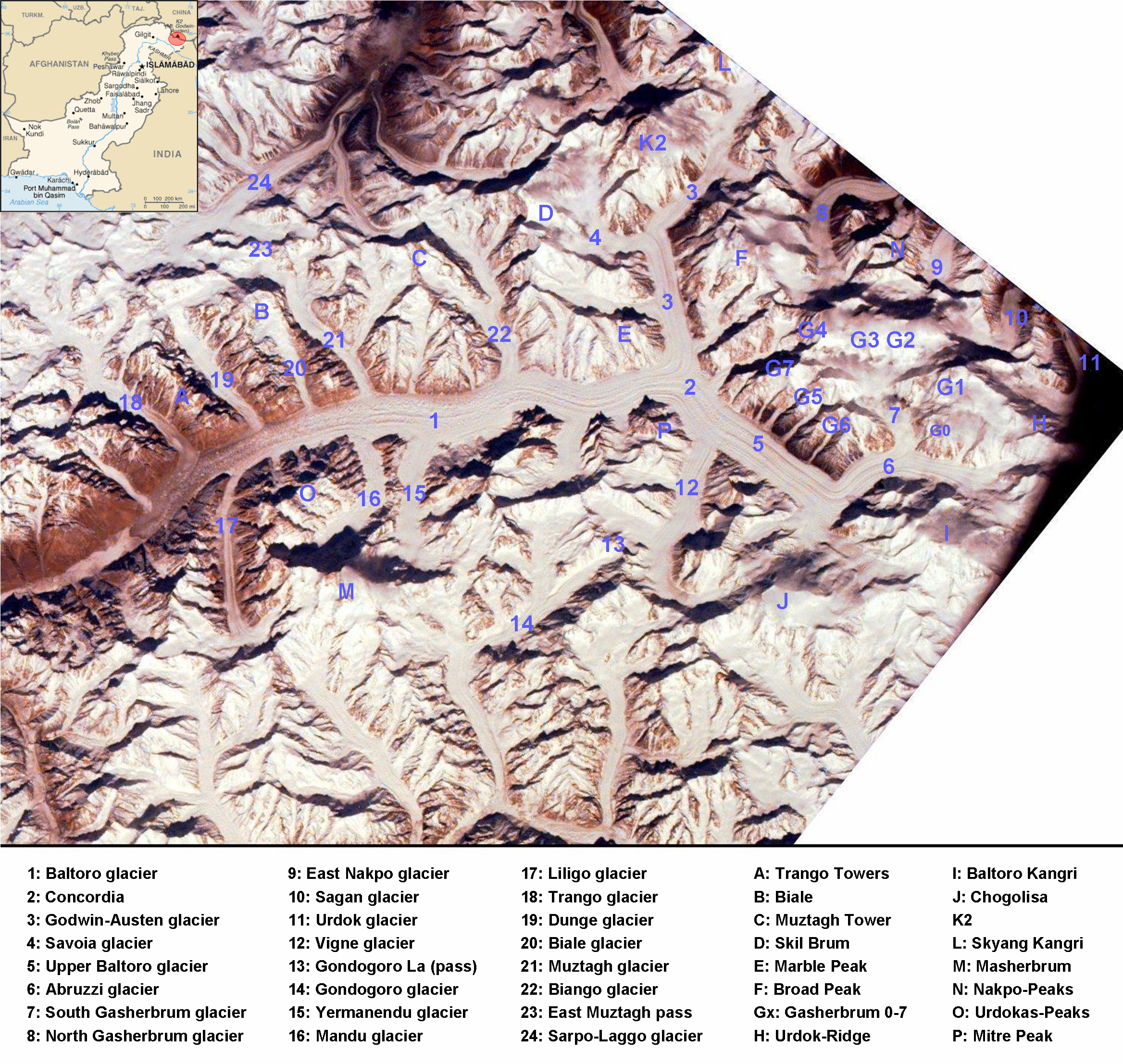
Карта бассейна ледника Балторо. Вид из космоса

Нижняя часть ледника Балторо расположена на высоте 3400 м, высота снеговой линии — 5100 м.
Широкое плоское пространство на высоте 4600-4650 м в месте слияния ледников Балторо и Годвин Остин называется Конкордия (Concordia). Ниже Конкордии ледник Балторо течёт 35 км почти строго на запад и заканчивается на высоте 3400 м, давая начало реке Биафо (в среднем течении эта река называется Бральду, а перед впадением в Инд около селения Скарду именуется, как Шигар).
Ледник Балторо принимает более десятка крупных притоков, каждый из которых является в свою очередь сложным долинным ледником.
В начале XIX века по леднику Балторо и по его правому притоку Музтаг шёл караванный путь через перевал Музтаг (5860) из Кашмира в долину Раскемдарьи, в Восточный Туркестан. Позднее этот путь стал непроходимым из-за увеличения снежных заносов и был заброшен.
В XX веке ледник незначительно отступал (за 1929—58 годы на 300 метров). По данным космической съемки положение языка ледника в 1970-х годах не менялось.
По леднику Балторо проходит маршрут высокогорных экспедиций в Центральный Каракорум или для восхождений на вершины Транго Тауэр, Музтаг Тауэр (7276), Чогори (8611), Скьянг Кангри (7545), Броуд Пик (8051), Гашербрум IV (7932), Гашербрум III (7946), Гашербрум II (8034), Хидден Пик (8080) (все в хребте Балторо Музтаг), Чоголиза (7665) и Машербрум (7821) (обе в хребте Машербрум).